# حي صلاح الدين (حلب)
حي صلاح الدين هو أحد الأحياء السكنية في مدينة حلب في سوريا، يقع في الجزء الجنوبي من المدينة. سمي بهذا الاسم نسبة لقائد ومؤسس الدولة الأيوبية صلاح الدين الأيوبي. اكتسبت المنطقة اهتمامًا دوليًا واسعًا خلال الفترة (2012-2016)، اثناء الحرب حيث كانت مسرح معركة بين  ابطال الجيش العربي السوريوالارهابين ضمن الحرب التي جرت في المنطقة. من أبرز معالم الحي ملعب حلب الدولي.

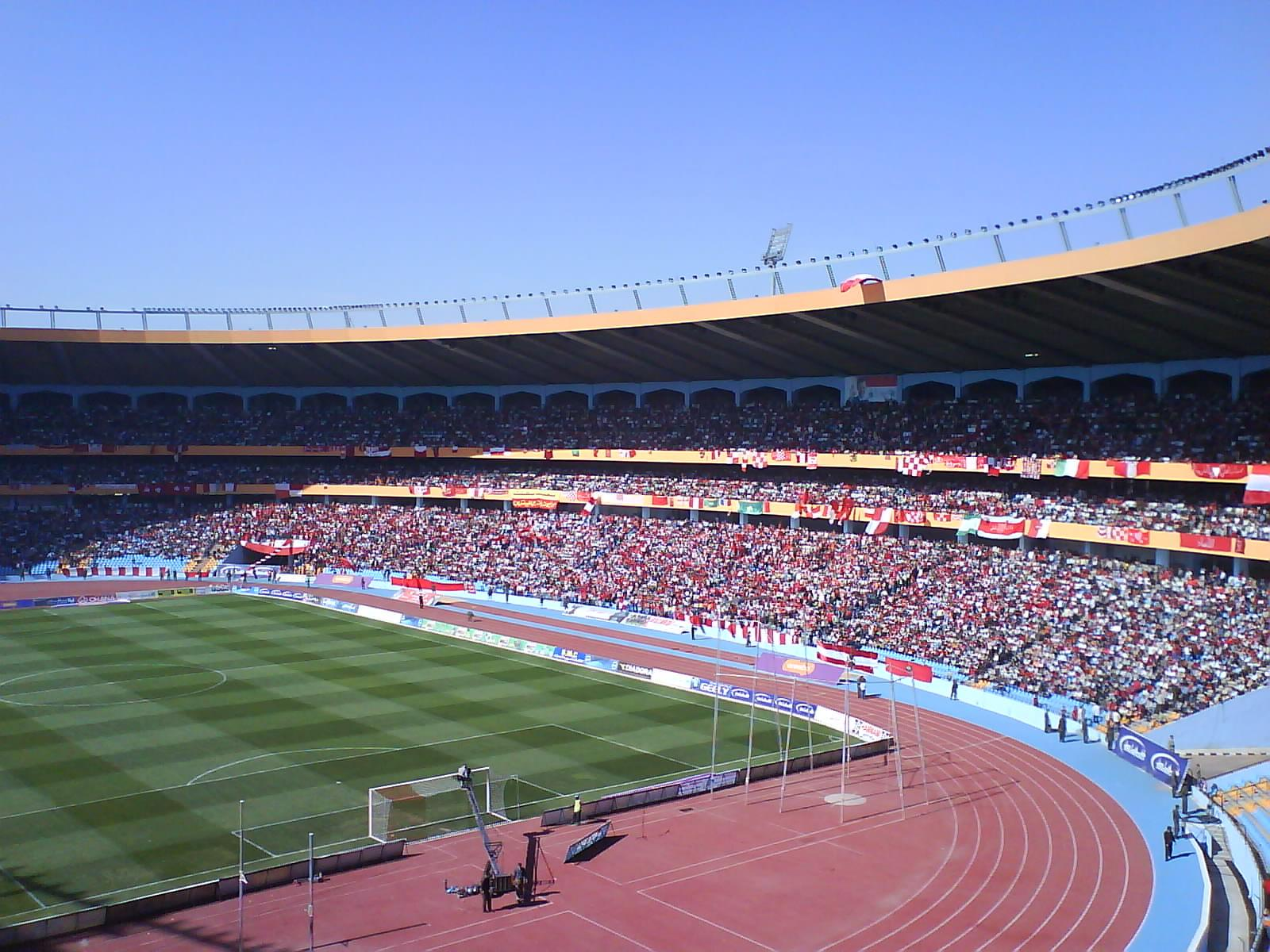
ملعب حلب الدولي 2009